# Adélaïde Fassinou
Adélaïde H. Edith Bignon Fassinou (sinh ngày 15 tháng 9 năm 1955, tại Porto-Novo) là một nhà văn người Bénin và Tổng thư ký của Bénin cho UNESCO. Bà đã viết bốn cuốn tiểu thuyết bằng tiếng Pháp. Tên kết hôn của bà là Allagbada.

## Ấn phẩm
- Modukpè, le rêve brisé. Paris: L'Harmattan (Bộ sưu tập Encres Noires no 194), 2000. (130 trang.). ISBN 978-2-7384-9091-9
- Yémi ou le miracle de l'amour. Cotonou (Bénin): Editions du Flamboyant, 2000 (142 trang.). ISBN 99919-41-04-5 Mã số   99919-41-04-5.
- L'Oiseau messager. Cotonou: Ấn bản Ruisseaux d'frique, 2002 (24 trang.). ISBN 99919-972-3-7 Mã số   99919-972-3-7.
- Toute une vie ne achirait pas pour en parler. Paris: L'Harmattan, 2002 (194 trang.). ISBN 2-7475-3344-1 Mã số   2-7485-3344-1. Nouvelles.
- Enfant d'autrui, fille de personne. Cotonou: Editions du Flamboyant, 2003 (172 trang.). ISBN 99919-41-39-8 Mã số   99919-41-39-8. Roman.
- Jeté en pâture. Paris: L'Harmattan, 2005 (228 trang.). ISBN 2-7475-8718-5 Mã số   2-7485-8718-5. Roman.
- La nhỏ fille des eaux. Bertoua / Cameroun: Ấn bản Ndzé: 2006 (96 trang.). ISBN 2-911464-12-5 Mã số   2-911464-12-5. Roman (đồng sáng tác với 10 nhà văn khác).